# Мала-Висока (Мазовецьке воєводство)
Мала-Висока (пол. Mała Wysoka) — село в Польщі, у гміні Промна Білобжезького повіту Мазовецького воєводства.
У 1975-1998 роках село належало до Радомського воєводства.